# Hannah Whitall Smith
Hannah Whitall Smith, född 1832, död 1911, var en amerikansk kväkare och helgelseförkunnare. Tillsammans med sin make Robert Pearsall Smith var hon med och lade grunden till helgelserörelsen. Hon var även aktiv inom rörelsen för kvinnors rättigheter.
Makarna Smith var först influerade av Plymouthbröderna och sedan av metodistiska helgelseförkunnare.
Hennes viktigaste bok, The Christian's secret of a happy life (sv. övers. En kristens hemlighet af ett lyckligt liv), var en typisk helgelsebok, en studie i praktisk kristen mystik. Den blev en av de mest spridda evangelikala skrifterna någonsin.
Hon skrev även en självbiografi, The unselfishness of God and how I discovered it 1903. I boken förklarade hon sig vara universalist, det vill säga anhängare av läran om allas slutliga frälsning. Detta väckte stor uppståndelse inom den evangelikala rörelsen, som var starkt negativ till universalismen. I vissa, senare utgåvor av hennes bok har därför kristna förläggare tagit bort de kapitel i boken som behandlar Smiths syn på universalismen.